# Movies (album)
Albums de Holger Czukay
Canaxis 5
(1969) On the Way to the Peak of Normal
(1981)
Movies est le deuxième album solo de Holger Czukay, sorti en 1979. 

## L'album
Bassiste et producteur de Can, Holger Czukay se lance dans une carrière solo à la dissolution du groupe, dix ans après son premier album. Czukay qui a étudié avec Karlheinz Stockhausen entre 1963 et 1968, s'inspire de celui-ci et expérimente le sampling en accumulant des extraits de zapping télévisé et d'écoute radio. L'album fait partie des 1001 Albums You Must Hear Before You Die. Il a été classé 5e album de l'année 1980 par NME et 98e du Top 100 de Sounds en 1985.

### Titres
Tous les titres sont de Holger Czukay.
1. Cool in the Pool (4:48)
2. Oh Lord, Give Us More Money (13:18)
3. Persian Love (6:20)
4. Hollywood Symphony (15:14)

### Musiciens
- Rebop Kwaku Baah : orgue, percussions
- Holger Czukay : voix, guitare, basse, claviers, synthétiseur
- Jaki Liebezeit : batterie, congas
- Michael Karoli : guitare
- Irmin Schmidt : piano